# 木荷毛管蚜
木荷毛管蚜（学名：Greenidea shimae）为毛管蚜科毛管蚜屬下的一个种。